# Erysthia obliquata
Erysthia obliquata là một loài bướm đêm trong họ Noctuidae.